# Schaatsen op de Olympische Winterspelen 2010 - 5000 meter mannen
De 5000 meter mannen op de Olympische Winterspelen 2010 in Vancouver vond plaats op zaterdag 13 februari 2010 in de Richmond Olympic Oval in Richmond, Canada.
Sven Kramer behaalde in een nieuw olympisch record de eerste gouden medaille voor Nederland op de Winterspelen van 2010.

## Records
Records voor aanvang van de Spelen van 2010 
| Titelverdediger  | Chad Hedrick      | USA | 6.14,68 | Turijn         |
| Wereldrecord     | Sven Kramer       | NED | 6.03,32 | Calgary        |
| Olympisch record | Jochem Uytdehaage | NED | 6.14,66 | Salt Lake City |

## Statistieken

### Uitslag
| #      | Naam                  | Land | Tijd    | Verschil |
| ------ | --------------------- | ---- | ------- | -------- |
| Goud   | Sven Kramer           | NED  | 6.14,60 | OR       |
| Zilver | Lee Seung-Hoon        | KOR  | 6.16,95 | + 2,35   |
| Brons  | Ivan Skobrev          | RUS  | 6.18,05 | + 3,45   |
| 4      | Håvard Bøkko          | NOR  | 6.18,80 | + 4,20   |
| 5      | Bob de Jong           | NED  | 6.19,02 | + 4,42   |
| 6      | Alexis Contin         | FRA  | 6.19,58 | + 4,98   |
| 7      | Enrico Fabris         | ITA  | 6.20,53 | + 5,93   |
| 8      | Henrik Christiansen   | NOR  | 6.24,80 | + 10,20  |
| 9      | Jan Blokhuijsen       | NED  | 6.26,30 | + 11,70  |
| 10     | Sverre Haugli         | NOR  | 6.27,05 | + 12,45  |
| 11     | Chad Hedrick          | USA  | 6.27,07 | + 12,47  |
| 12     | Shani Davis           | USA  | 6.28,44 | + 13,84  |
| 13     | Lucas Makowsky        | CAN  | 6.28,71 | + 14,11  |
| 14     | Trevor Marsicano      | USA  | 6.30,93 | + 16,33  |
| 15     | Dmitri Babenko        | KAZ  | 6.31,19 | + 16,59  |
| 16     | Sławomir Chmura       | POL  | 6.33,20 | + 18,60  |
| 17     | Shane Dobbin          | NZL  | 6.33,38 | + 18,78  |
| 18     | Denny Morrison        | CAN  | 6.33,77 | + 19,17  |
| 19     | Hiroki Hirako         | JPN  | 6.33,90 | + 19,30  |
| 20     | Haralds Silovs        | LAT  | 6.35,69 | + 21,09  |
| 21     | Johan Röjler          | SWE  | 6.35,88 | + 21,28  |
| 22     | Patrick Beckert       | GER  | 6.36,02 | + 21,42  |
| 23     | Marco Weber           | GER  | 6.36,45 | + 21,85  |
| 24     | Roger Schneider       | SUI  | 6.39,29 | + 24,69  |
| 25     | Luca Stefani          | ITA  | 6.41,75 | + 27,15  |
| 26     | Robert Lehmann        | GER  | 6.43,77 | + 29,17  |
| 27     | Shigeyuki Dejima      | JPN  | 6.43,82 | + 29,22  |
| –      | Aleksandr Roemjantsev | RUS  | DSQ     |          |

### Loting
| Rit | Binnenbaan       | Buitenbaan            |
| --- | ---------------- | --------------------- |
| 1   | Robert Lehmann   | Roger Schneider       |
| 2   | Denny Morrison   | Trevor Marsicano      |
| 3   | Sławomir Chmura  | Aleksandr Roemjantsev |
| 4   | Patrick Beckert  | Luca Stefani          |
| 5   | Shigeyuki Dejima | Haralds Silovs        |
| 6   | Sverre Haugli    | Dmitri Babenko        |
| 7   | Johan Röjler     | Jan Blokhuijsen       |
| 8   | Lucas Makowsky   | Shane Dobbin          |
| 9   | Hiroki Hirako    | Marco Weber           |
| 10  | Alexis Contin    | Henrik Christiansen   |
| 11  | Sven Kramer      | Shani Davis           |
| 12  | Lee Seung-Hoon   | Bob de Jong           |
| 13  | Ivan Skobrev     | Enrico Fabris         |
| 14  | Håvard Bøkko     | Chad Hedrick          |

1924 · 
1928 · 
1932 · 
1936 · 
1948 · 
1952 · 
1956 · 
1960 · 
1964 · 
1968 · 
1972 · 
1976 · 
1980 · 
1984 · 
1988 · 
1992 · 
1994 · 
1998 · 
2002 · 
2006 · 
2010 · 
2014 ·
2018 ·
2022